# Thermaikos
Thermaikos (tiếng Hy Lạp: ?) là một khu tự quản ở vùng Trung Makedonías, Hy Lạp. Khu tự quản Thermaikos có diện tích 133 km², dân số theo điều tra ngày 18 tháng 3 năm 2001 là 37126 người.